# .name
.name是互联网的通用顶级域之一，代表个人域名，主要面向个人用户注册，但事实上不限制注册者身份。.name域名于2001年获得ICANN批准并于2002年正式运作。